# Deducere fiscală
Deducerea fiscală este o reducere a venitului impozabil și este de obicei rezultatul cheltuielilor, în special a celor efectuate pentru a produce venituri suplimentare. Deducerile fiscale sunt o formă de stimulente fiscale, împreună cu scutiri și credit. Diferența dintre deduceri, scutiri și credite este că deducerile și scutirile reduc veniturile impozabile, în timp ce creditele reduc impozitul.